# Lorena Delgado Varas
Lorena Olivia Delgado Varas, född 31 maj 1974 i Argentina, är en svensk politiker (vänsterpartist). Hon är ordinarie riksdagsledamot sedan 2018, invald för Stockholms läns valkrets respektive Stockholms kommuns valkrets. Delgado Varas sitter i riksdagens näringsutskott. Hon är även ledamot i Nordiska rådets svenska delegation samt ordförande för Nordisk grön vänster.

## Biografi
Delgado Varas kom 1975 med sin familj till Hallstahammar som flykting från Chile och Argentina. Hon är uppvuxen och bor i Skärholmen i Stockholm. Hon gick på gymnasiet och påbörjade universitetsstudier  i Temuco i Chile. Delgado Varas studerade till kemiingenjör på Kungliga Tekniska högskolan, i Stockholm, och har arbetat på Astra Zeneca som kvalitetsingenjör.
Delgado Varas gick med i Vänsterpartiet 2010 och sitter i partistyrelsen sedan februari 2022. Hon har varit ordförande i Skärholmens stadsdelsnämnd och suttit i kommunfullmäktige.
I april 2025 delade Delgado Varas ett inlägg på plattformen X som ansågs vara antisemitiskt och polisanmäldes av Judiska centralrådet för hets mot folkgrupp. Polisutredningen lades ner då inget uppsåt kunde ses, men det ledde till att hon tog en paus från sina politiska uppdrag. I maj under samma år uppmanade Vänsterpartiets partistyrelse Delgado Varas att lämna sina platser i riksdagen och i partistyrelsen. Delgado Varas svarade med att hon ämnade att behålla sin riksdagsplats.